# Santiago Rojas
Santiago Rojas (* 6. August 1952 in Guardatinajas, Guárico) ist ein venezolanischer Sänger des Musica llanera-Genres. Er ist bis heute vor allem für sein erfolgreichstes Lied La Viuda Millonara bekannt.

## Biografie
Zwischen dem achten und neunten Lebensjahr begann Rojas mit dem Singen, als seine Vorbilder beschreibt er später Ángel Custodio Loyola mit dessen Stücken A Dalia und La Despedida sowie Eneas Perdomos Lied Fiesta en Elorza. Zu Beginn seiner Karriere tourte er durch die Region und produzierte 1975 mit Titeln wie Mi tristeza en Los Aragüaneyes und Mis Correrías en Año Nuevo seine ersten eigenen Lieder. 1979 erschien schließlich sein erstes Album El Juegos del Araguato und nur ein Jahr danach bereits sein zweiter Longplayer Centro Llano und 1980 wurde sein Album mit Gold ausgezeichnet.
1981 nahm er mit La Viuda Millonara sein bis heute mit Abstand bekanntestes Lied auf. Darin geht es um einen jungen Mann und eine 70-jährige wohlhabende Witwe, die den Mann heiratet und fortan ist das Paar aufgrund des hohen Altersunterschieds dem Missmut der Leute aus dem Dorf ausgesetzt. Die kreative und humoristische Verarbeitung machte das Lied landesweit bekannt und bescherte Santiago Rojas seinen endgültigen Durchbruch. 2017 wurde aus der Geschichte des Liedes gar eine zweistaffelige Fernsehserie gedreht. La Viuda Millonara zählt heute zu den Klassikern des Musica llanera-Genres.
1987 wurde er mit dem Tiuna de Oro, einer Art Ehrenauszeichnung für Sänger, die in ihrer Karriere Herausragendes getan und Venezuelas Kultur bereichert haben, ausgezeichnet. Eine ähnliche Auszeichnung erhielt er 1992.

## Diskografie (Auswahl)
- 1979: El Juego Del Araguato
- 1984: Cuando Me Robe El Cochino
- 1986: El Turpial De Guardatinajas
- 1987: Disco De Oro
- 1988: Dos Gallos Finos (mit Reynaldo Armas)